# Cimetière des Planques d'Albi
Le cimetière des Planques est le plus grand cimetière municipal des trois de la ville d'Albi dans le département du Tarn. Jean Jaurès y a reposé jusqu'à son transfert en 1924 au Panthéon. Son monument, édifié par la ville en 1914, abrite toujours son épouse.

## Histoire et description
Le cimetière des Planques a ouvert en 1827. Au fur et à mesure de la désaffectation du vieux cimetière de l'Hôpital, près de la cathédrale, les inhumations n'ont eu lieu que dans ce cimetière. Il est riche d'un patrimoine intéressant, mais très sobre, dans sa partie ancienne, avec les différentes chapelles de la famille Soulié, celle de la famille Rouais-de Saint-Martin et l'obélisque de la famille Bellet par exemple. Le cimetière dispose d'un carré militaire de soldats des deux guerres mondiales.

## Personnalités inhumées
- Paul Bodin (1847-1926), ingénieur à l'origine du viaduc du Viaur (1902)
- Jean-Émile Grand (1844-1926), ingénieur des mines de Carmaux
- Jean Jaurès (1859-1914), président du parti socialiste français, cénotaphe
- Rodolfo Llopis (1895-1983), homme politique espagnol
- Louis Pélissier (1901-1944), Compagnon de la Libération, fusillé par les Allemands en 1944
- Comte Léonce de Saint-Martin (1886-1954), compositeur et titulaire des orgues de Notre-Dame de Paris (chapelle)
- Louis-Casimir Teyssier (1821-1916), officier héros de la guerre de 1870, poète félibrige